# 2004年アテネオリンピックのネパール選手団
2004年アテネオリンピックのネパール選手団（2004ねんアテネオリンピックのネパールせんしゅだん）は、2004年8月13日から8月29日までギリシャのアテネで開催された2004年アテネオリンピックのネパール選手団の名簿。

## 種目別選手・スタッフ名簿及び成績
メダルはゼロ個となった。